# El gran desafío
El gran desafío es un reality show de la televisora TV Azteca en el que existen pruebas de baile, canto y retos entre 20 famosos, personalidades de la música, actuación y deportes. El gran desafío inició el 19 de abril del 2009, y está bajo la conducción del chileno Rafael Araneda.

## Los Productores
Los productores originalmente eran los encargados de emitir su opinión acerca de los desafíos a los cuales los participantes eran sometidos. El panel estaba formado por Leonardo García, Lolita de la Vega, Magda Rodríguez y Héctor Martínez.
Sin embargo, para el segundo show ya se estaban realizando ajustes y eliminaron del panel a Leonardo García junto con Magda Rodríguez para agregar a la profesora de baile Guillermina Gutiérrez. Junto a ese cambio, los nuevos críticos tenían el poder para evitar que los participantes fueran eliminados de la competencia emitiendo sus votos. 
Para el tercer show, se cambió el formato solo quedando en canto, eliminando los retos y las pruebas de baile, además que de ser El gran desafío el nombre del programa también cambio a El gran desafío de estrellas, todo el panel y el programa entero fue sustituido por bajo rating por uno nuevo que incluía a Jesse Cervantes, Enrique Guzmán y Anette Fradera. A diferencia del segundo panel, este último no tiene la habilidad de salvar a los participantes, solamente brindar su opinión acerca de sus presentaciones.

## Temática
Durante varias semanas 50 famosos participarán y con el apoyo del público llegaran únicamente 2 a la final, y el que resulte ganador se llevará 3 millones de pesos.

## Participantes
- Cynthia Rodríguez y Jorge Guerrero
- Shanik Aspe y Christian
- Beraka 5 (Wendy Braga, Jonathan Ruiz, Juan Antonio “Torero”, Alan Ciaguerotti y Diana)
- Las Güeras (Mara Almada y Dany Borja)
- Rigo Tovar Jr.
- La Posta (Adrián, Silvia, Vince, Yazmín y César)
- Juan Rivera
- Toñita
- Jorge “El Travieso” Arce
- Los Sandoval (Raúl y Erick Sandoval)
- Las Reinas (Estrella, Erika y Aranza)
- G6 (Valeria, Perla, Jackie, Fátima, Alex, María Fernanda)
- Tinieblas Jr.
- Ivonne Montero
- Tachidito
- Los de la Mochila Azul (Elba Jiménez, Vanessa Cato y Aarón Beas)
- Atala Sarmiento
- Los Botti (Luis Armando "Paolo Botti" y su familia)
- Los Compadres (Erasmo Catarino y Edgar)
- Los Papis (Ivan, Gerardo, Héctor y Matías)
- Colette
- Samuel Castelán

Se integraron a mitad de programa
- Myriam
- Miguel Ángel
- Fabiola Rodas---Ganadora del Show
- IQ
- Nadia
- Aline Hernández
- Banda Mix
- José Joel y Marysol Sosa

## Eliminaciones
| #  | Participante        | P1   | P2   | P3   | P4   | P5   | P6   | P7   | P8   | P9    | P10   | P11  | P12    | P13  | P14     |  |
| -- | ------------------- | ---- | ---- | ---- | ---- | ---- | ---- | ---- | ---- | ----- | ----- | ---- | ------ | ---- | ------- |  |
| 1  | Fabiola             |      |      |      |      |      |      | SALV | SALV | EMP   | EMP   | NOM  | SALV   | FIN  | GANADOR |  |
| 2  | Myriam              |      |      |      |      |      |      | SALV | SALV | EMP   | EMP   | SALV | SALV   | FIN  | EXP     |  |
| 3  | Samuel              | SALV | PEL  | SALV | PEL  | PEL  | SALV | PEL  | ZP   | SALV  | SALV  | SALV | SALV   | FIN  | EXP     |  |
| 4  | El Travieso         | SALV | SALV | ZP   | SALV | SALV | PEL  | PEL  | PEL  | SALV* | INM   | NOM  | SALV** | PEL  | EXP     |  |
| 5  | Nadia               |      |      |      |      |      |      | SALV | SALV | SALV  | SALV  | SALV | SALV   | PEL  | EXP     |  |
| 6  | Juan Rivera         | SALV | SALV | PEL  | ZP   | SALV | SALV | SALV | PEL  | SALV  | SALV  | NOM  | SALV   | EXP* | EXP     |  |
| 7  | Luis Armando        | SALV | ZP   | PEL  | PEL  | PEL  | PEL  | ZP   | PEL  | SALV  | SALV* | SALV | EXP    |      |         |  |
| 8  | Miguel Angel        |      |      |      |      |      |      | SALV | ZP   | EMP   | SALV  | NOM  | EXP    |      |         |  |
| 9  | Cynthia y Jorge     | SALV | ZP   | ZP   | PEL  | SALV | PEL  | ZP   | PEL  | SALV  | EXP   |      |        |      |         |  |
| 10 | Jose Joel y Marysol |      |      |      |      |      |      | SALV | SALV | EMP   | EXP   |      |        |      |         |  |
| 11 | Aline Hernandez     |      |      |      |      |      |      | SALV | ZP   | EXP   |       |      |        |      |         |  |
| 12 | Atala Sarmiento     | SALV | SALV | ZP   | SALV | SALV | SALV | PEL  | SALV | EXP   |       |      |        |      |         |  |
| 13 | Ivonne Montero      | ZP   | SALV | ZP   | SALV | SALV | PEL  | PEL  | SALV | EXP   |       |      |        |      |         |  |
| 12 | Las Reinas          | SALV | SALV | SALV | SALV | SALV | SALV | SALV | SALV | EXP   |       |      |        |      |         |  |
| 15 | Banda Mix           |      |      |      |      |      |      | ZP   | EXP  |       |       |      |        |      |         |  |
| 16 | G6                  | SALV | ZP   | SALV | SALV | PEL  | SALV | SALV | EXP  |       |       |      |        |      |         |  |
| 17 | IQ                  |      |      |      |      |      |      | EXP  |      |       |       |      |        |      |         |  |
| 18 | Los Papis           | ZP   | SALV | ZP   | SALV | ZP   | SALV | EXP  |      |       |       |      |        |      |         |  |
| 19 | Los Compadres       | PEL  | PEL  | ZP   | ZP   | SALV | EXP  |      |      |       |       |      |        |      |         |  |
| 20 | Toñita              | SALV | SALV | PEL  | SALV | SALV | EXP  |      |      |       |       |      |        |      |         |  |
| 21 | Colette             | SALV | SALV | SALV | SALV | EXP  |      |      |      |       |       |      |        |      |         |  |
| 22 | Rigo Tovar Jr.      | ZP   | ZP   | ZP   | ZP   | DEC  |      |      |      |       |       |      |        |      |         |  |
| 23 | Vanessa Cato        |      |      | ZP   | EXP  |      |      |      |      |       |       |      |        |      |         |  |
| 24 | Shanik y Christian  | ZP   | SALV | EXP  |      |      |      |      |      |       |       |      |        |      |         |  |
| 25 | Beraka 5            | ZP   | SALV | ABD  |      |      |      |      |      |       |       |      |        |      |         |  |
| 26 | Las Güeras          | ZP   | ZP   | ABD  |      |      |      |      |      |       |       |      |        |      |         |  |
| 27 | Mochila Azul        | SALV | ZP   | ABD  |      |      |      |      |      |       |       |      |        |      |         |  |
| 28 | Los Bottis          | ZP   | SALV | ABD  |      |      |      |      |      |       |       |      |        |      |         |  |
| 29 | Tinieblas Jr.       | ZP   | SALV | ABD  |      |      |      |      |      |       |       |      |        |      |         |  |
| 30 | Los Sandoval        | ZP   | EXP  |      |      |      |      |      |      |       |       |      |        |      |         |  |
| 31 | La Posta            | EXP  |      |      |      |      |      |      |      |       |       |      |        |      |         |  |
| 32 | Tachidito           | EXP  |      |      |      |      |      |      |      |       |       |      |        |      |         |  |

- La concursante ganó el Gran Desafío de Estrellas.
     El concursante fue expulsado de la competencia.
     El concursante abandonó la competencia.
     El concursante estuvo en peligro de ser eliminado.
     El concursante entró a la competencia y a la vez estuvo nominado .
     El concursante estuvo nominado en la zona de peligro.
     El concursante fue descalificado de la competencia.
     Entró como nuevo concursante a la competencia pero fue eliminado.
     Entró como nuevo/a concursante a la competencia.
     Entró como nuevo concursante y a la vez estuvo en la zona de peligro.
     El concursante empató con otro concursante y se salvó de la eliminación.
     El concursante se salvó de la expulsión y fue rescatado.
     El concursante recibió inmunidad.
     El concursante fue nominado para salvarse de la expulsión en el próximo concierto.
     El concursante fue salvado/a de la expulsión.
     El concursante fue salvado dos veces de las expulsiones.
     El concursante fue anunciado finalista de la competencia.
     El concursante no supo que fue eliminado en este concierto si no hasta la Gran Final.

Notas: Durante la tercera transmisión del programa, Beraka 5 y Las Güeras ya no participaron. El grupo de La Mochila Azul se desintegró por problemas entre los miembros y solamente Vanessa Cato siguió en la competencia.

## Primer enfrentamiento
- Atala Sarmiento vs Ivonne Montero
- Cynthia y Jorge vs Tachidito
- Los Bottis vs Erasmo y Edgar
- G6 vs Dany Borja y Mara Almada
- Cristian y Shanik vs Samuel
- Colette vs La Posta
- Los Sandoval vs 'Travieso' Arce
- Toña vs Tinieblas Jr.
- Juan Rivera vs Rigo Tovar Jr.